# Elettaria rubida
Elettaria rubida är en enhjärtbladig växtart som beskrevs av Rosemary Margaret Smith. Elettaria rubida ingår i släktet Elettaria och familjen Zingiberaceae. Inga underarter finns listade i Catalogue of Life.